# .invalid
A .invalid egy internetes legfelső szintű tartomány (TLD) kód, először 1999 júniusában jelentették be, a .localhost-tal, a .test-tel és a .example-lel egy időben.